# Toxorhina (Ceratocheilus) majus
Toxorhina (Ceratocheilus) majus is een tweevleugelige uit de familie steltmuggen (Limoniidae). De soort komt voor in het Oriëntaals gebied.